# بيتر لوترباخ
بيتر لوترباخ (بالألمانية: Peter Lauterbach)‏ هو مقدم تلفزيوني ألماني، ولد في 30 أغسطس 1976 في دارمشتات في ألمانيا.